# Sugar Mice
Sugar Mice is een nummer van de Britse progressieve rockband Marillion uit 1987. Het is de tweede single van hun vierde studioalbum Clutching at Straws.
"Sugar Mice" gaat over het verwoestende effect dat werkloosheid kan hebben op persoonlijke relaties. Het nummer vanuit het perspectief van een Britse arbeider die naar de VS emigreert om een baan te vinden en zijn gezin achterlaat. Hij belandt echter in wanhoop, drinkt in een hotelbar in Milwaukee en geeft de overheid de schuld dat hij zonder werk zit. Toen Marillion het nummer speelde tijdens hun concert Live from Loreley droeg zanger Fish het op aan "alle werklozen in Europa". De plaat kende het meeste succes op de Britse eilanden. Het bereikte een 22e positie in het Verenigd Koninkrijk. In Nederland moest het nummer het doen met een 17e positie in de Tipparade.